# Ayyubiderna
Ayyubiderna  (kurdiska دەوڵەتی ئەییووبی Dewleta Eyûbiyan; arabiska بنو أيوب) var en muslimsk dynasti av kurdisk härkomst som  härskade över stora delar av Mellanöstern och Nordafrika mellan 1171 och 1341.
Ayyubiderna grundade ett välde som omfattade Egypten, Syrien och Jemen och fick sin största utsträckning under Saladin som var son till kurden Najm ad-Din Ayyub, guvernör i Baalbek under seldjukerna. Saladin tog Egypten i besittning 1171. Vid sin död 1193 delade Saladin riket mellan sina söner. Ayyubiderna härskade i Egypten fram till 1250, i Jemen till 1260. En gren av släkten höll sig kvar vid makten i Hama fram till 1341.
I Egypten efterträddes ayyubiderna av mamlukerna.